# Tartumaa
Tartu (estisk: Tartu maakond), eller Tartumaa,  er et af Estlands 15 amter (maakond) og er beliggende i den sydøstlige del af  landet. Tartu grænser til Jõgevamaa i nord, Põlvamaa i syd, Valgamaa i sydvest og Viljandimaa i vest. Tartu grænser også til Rusland i øst.
Amtet ligger mellem Estlands to store søer Võrtsjärv mod vest og Peipus mod øst, og floden  Emajõgi der forbinder dem, løber gennem amtet og hovedbyen Tartu. 

## Kommuner
Amtet er inddelt i 8 kommuner. Det er en bykommune (estisk: linnad) og syv landkommuner (estisk: vallad).
Bykommune
- Tartu

Landkommuner:
- Elva
- Kambja
- Kastre
- Luunja
- Nõo
- Peipsiääre
- Tartu

58°22′00″N 26°43′00″Ø / 58.366666666667°N 26.716666666667°Ø